# Bibbiena
Bibbiena är en ort och kommun i provinsen Arezzo i regionen Toscana i Italien. Kommunen hade 12 076 invånare (2018).